# 卡思伯特·塞巴斯蒂安

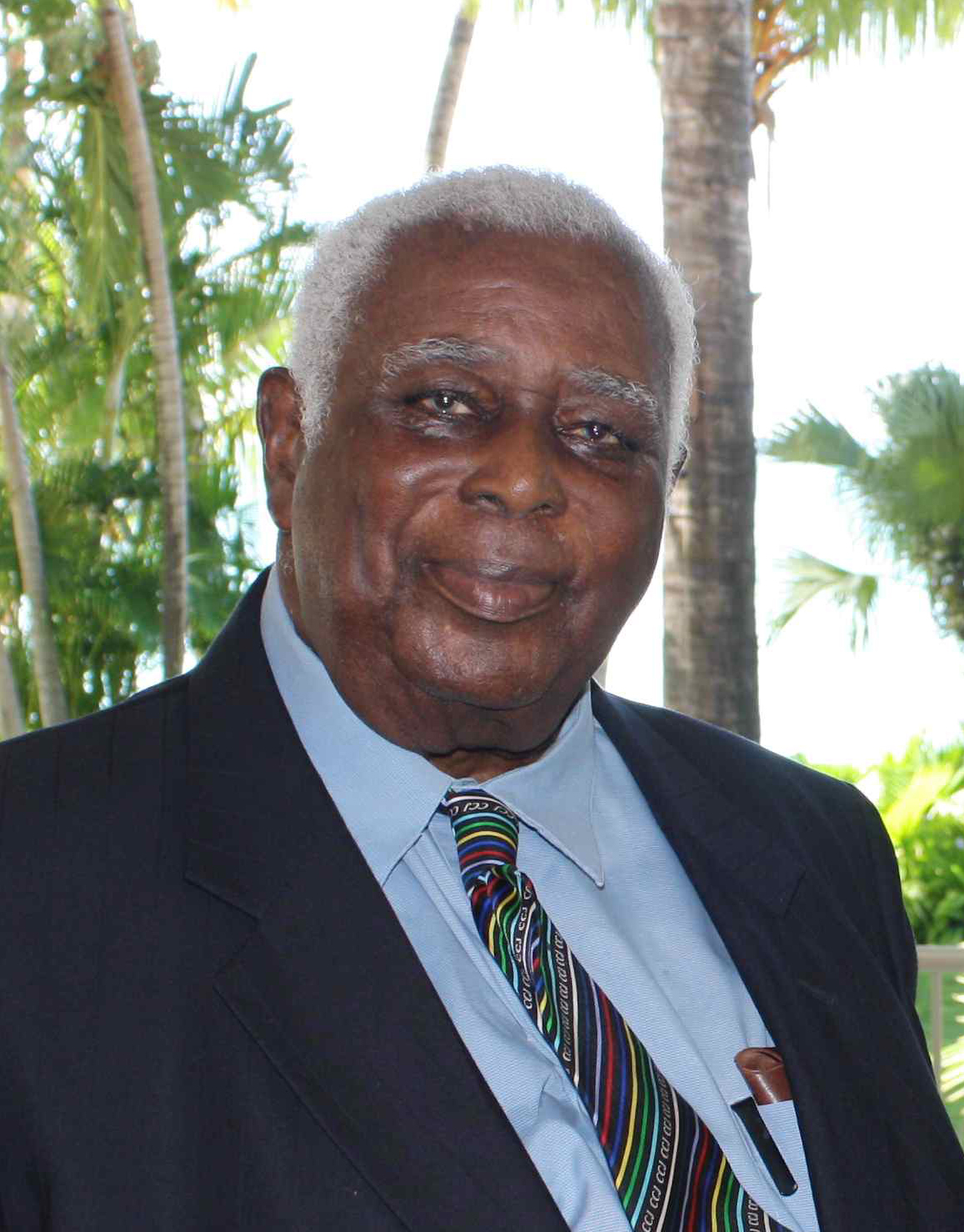

卡思伯特·塞巴斯蒂安爵士，GCMG，OBE（Sir Cuthbert Sebastian，1921年10月22日—2017年3月25日），外科医生、政治家，加勒比海国家圣基茨和尼维斯第2任总督。

## 生平
卡思伯特·塞巴斯蒂安爵士在第二次世界大战中加入英国皇家空军，并成为药剂师。战后在加拿大蒙特埃里森大学攻读理学士学位，后进入达尔豪西大学取得医学士学位（MDCM），持有加拿大联邦新斯科舍省医师执照。1958年加入政府公共卫生部门，并成为圣基茨和尼维斯国防部队军医。1996年成为圣基茨和尼维斯总督，至2013年退休。
| 前任： 克莱门特·阿林德尔 | 圣基茨和尼维斯总督 1996年－2013年 | 繼任： 埃德蒙·威克姆·勞倫斯 |